# Heidi Bayer

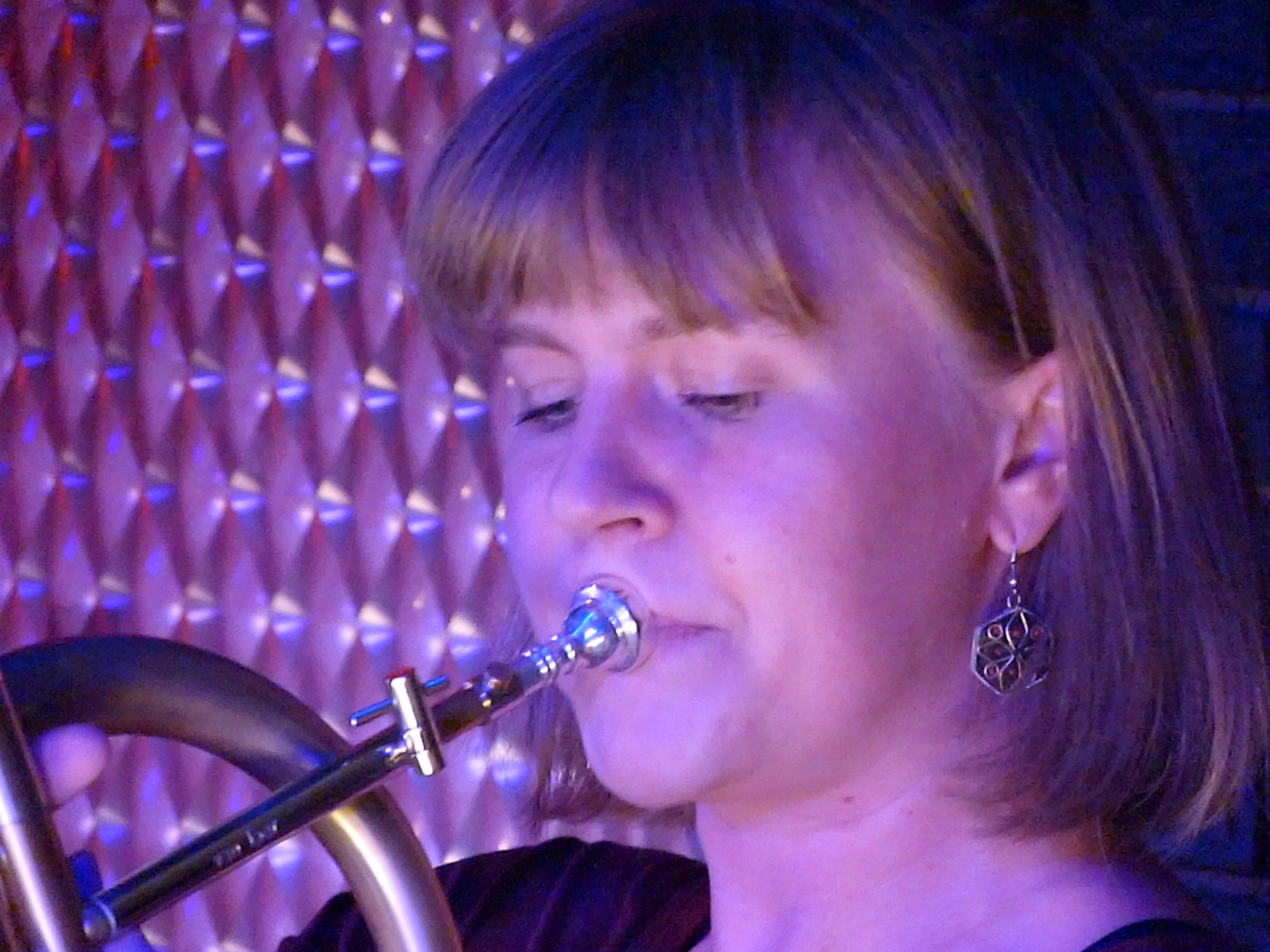
Heidi Bayer (2018)

Heidi Bayer (* 1987 in Lichtenfels (Oberfranken)) ist eine deutsche Jazzmusikerin (Trompete, Flügelhorn, Komposition).

## Leben und Wirken
Bayer erhielt ab dem dritten Lebensjahr eine musikalische Früherziehung. Dann lernte sie klassische Klarinette und errang das Bayerische Leistungsabzeichen in Silber, bevor sie zum Jazz wechselte. Als Zweitinstrument wählte sie Trompete, die in der Schulband fehlte und auf der sie unter anderem von Sebastian Strempel unterrichtet wurde. Sie wurde Mitglied im Bayerischen Landesjugendjazzorchester. Zunächst studierte sie an der Universität Marburg Kulturwissenschaften. Zusätzlich absolvierte sie als Instrumentalistin von 2010 bis 2015 ein Bachelorstudium an der Hochschule für Musik Mainz bei Axel Schlosser und Frank Wellert bzw. an der University of Miami bei Brian Lynch und Martin Bejerano an. Dann studierte sie im Masterstudiengang Improvising Artist bei Ryan Carniaux und Thomas Rückert an der Folkwang Universität der Künste in Essen.
Ab 2015 wohnte und arbeitete Bayer in Köln. Sie ist festes Mitglied im Subway Jazz Orchestra und gehörte zum Fuchsthone Orchestra. Mit ihrem Duo Bayer//Scobel gewann sie 2018 den Folkwang Jazz Preis. Im gleichen Jahr gründete sie ihr Quartett Virtual Leak (mit Johannes Ludwig, Calvin Lennig und Leif Berger), dessen gleichnamiges Album 2020 erschien. 2022 legte sie das Album Korsh (mit Sven Decker, Kalle Moberg, Robert Landfermann und Oliver Steidle) vor; die darauf enthaltene Komposition Cookie Dough wurde in der Kategorie Komposition des Jahres mit dem Deutschen Jazzpreis 2023 ausgezeichnet.
Darüber hinaus ist Bayer Mitglied von Sven Deckers Juli Quartett. Ferner gehörte sie zum Ensemble Beyond w/ Bernhardt um die Elektronikerin Frederike Bernhardt und arbeitete u. a. mit Thomas Bracht und Hendrika Entzian. Sie ist auch auf Johannes Lüttgens Album J’used, auf Stefan Karl Schmids Album Pyjama und auf Shannon Barnetts Album Wolves and Mirrors (2021) zu hören. 
Bayer ist als Trompetenlehrerin und Workshop-Dozentin aktiv und seit 2019 hauptamtliche Hochschullehrerin für die Fächer Trompete, Ensembledidaktik und Bigband an der Universität Oldenburg; dort leitet sie zudem die Unibigband. Von der Oldenburger Universität erhielt Bayer den Preis der Lehre für das Studienjahr 2019/20 für ihr didaktisches Konzept in der Kategorie Digitalisierung in der Hochschullehre zum Basisthema Ensembleleitung: Popularmusik.